# Tamariz de Campos
Tamariz de Campos es un municipio y villa española de la provincia de Valladolid, en la comunidad autónoma de Castilla y León.
Localidad situada en el Camino de Santiago de Madrid.

## Geografía
- Río Sequillo
- Canal de Castilla, Esclusas 6 y 7 del Ramal de Campos

## Demografía
Cuenta con una población de 84 habitantes (INE 2024).
| Gráfica de evolución demográfica de Tamariz de Campos entre 1842 y 2021 |
| |
| Población de derecho según los censos de población del INE Población de hecho según los censos de población del INEEn estos censos se denominaba Tamariz: 1842, 1857 y 1860 |

## Administración y política
| Periodo   | Nombre                             | Partido                              |
| --------- | ---------------------------------- | ------------------------------------ |
| 1979-1983 | Jesús Pastor Escudero              | UCD                                  |
| 1987-1991 | Ángel Pérez Gallego                | AP                                   |
| 1991-1995 | Jesús Pastor Escudero              | PP                                   |

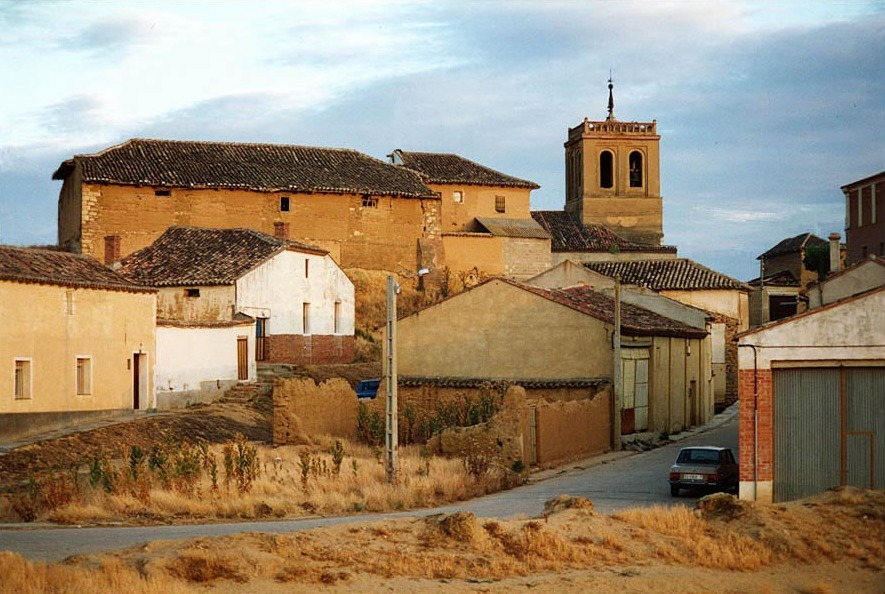
Calle del Río

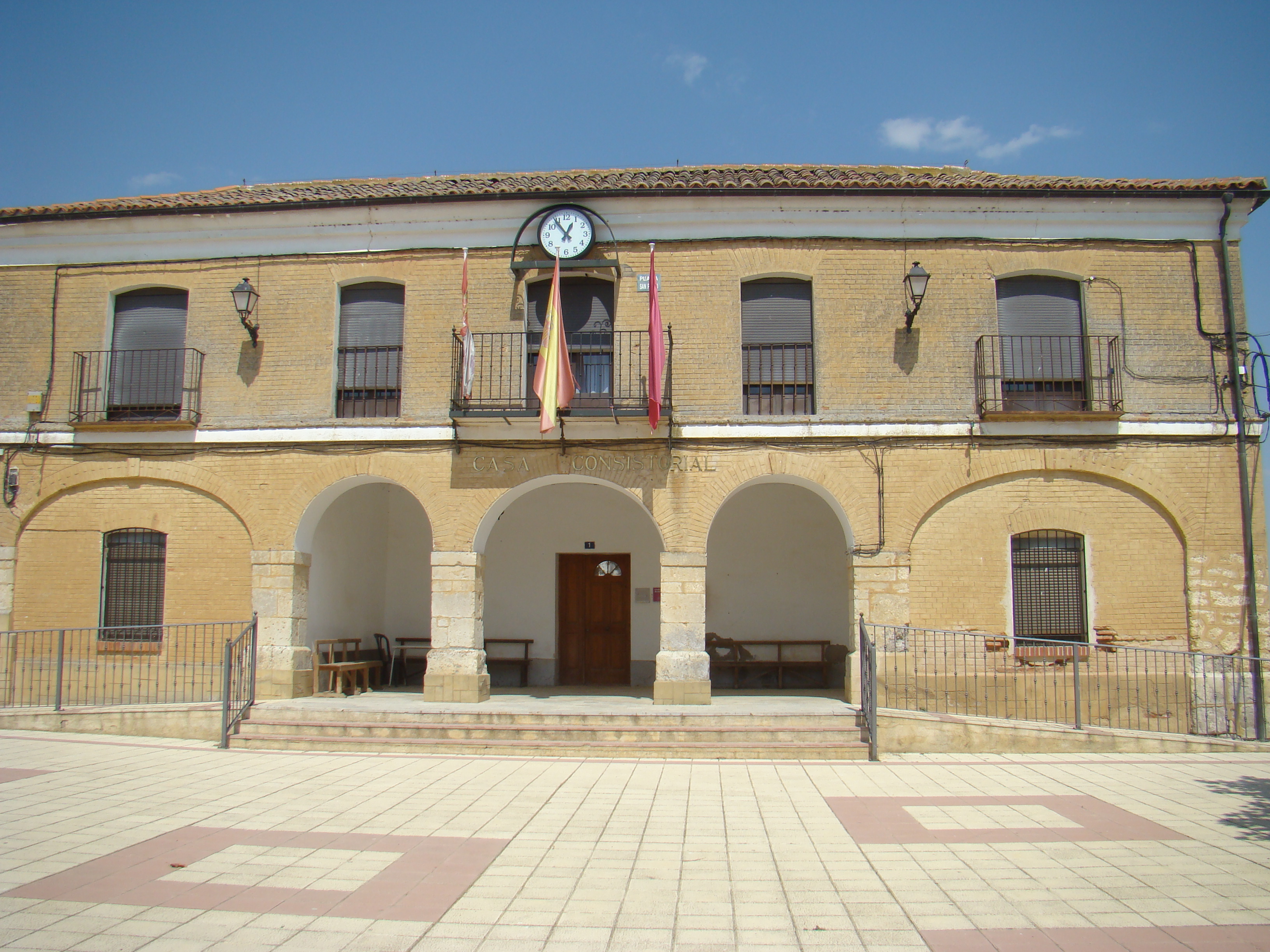
Casa consistorial

| 1995-1999 | José Ángel Blanco Albillo          | PSOE                                 |
| 1999-2003 | José Ángel Blanco Albillo          | PSOE (independiente)                 |
| 2003-2007 | José Ángel Blanco Albillo          | PP                                   |
| 2007-2011 | Ángel Alberto Cantalejo Carpintero | Candidatura Independiente            |
| 2011-2015 | Francisco Javier Sahagún Robles    | PP                                   |
| 2015-2019 | Jesús Pastor Palencia              | Candidatura Independiente de Tamariz |
| 2019-2023 | Jesús Pastor Palencia              | PP                                   |

## Cultura

### Patrimonio
- Iglesia parroquial de San Pedro: portada románica y retablos barrocos.
- Iglesia de San Juan Bautista: portada renacentista y restos de la torre.
- Ermita de Nuestra Señora del Castillo.
- Palacio de los Lara (siglo XIII): portada gótica, ventanas lobuladas y silos.
- Estatua de Don Purpurino.

### Fiestas
- 15 de mayo: San Isidro Labrador.
- 8 de septiembre: Virgen del Castillo.
- Domingo siguiente al 8 de septiembre: Fiestas del Voto.